# Gauliga 1933-1934
L'edizione 1933-1934 della Gauliga vide la vittoria finale dello Schalke 04.

## Partecipanti
| Squadra              | qualificata come                          |
| Preußen Danzica      | Campione della Gauliga Ostpreußen         |
| Viktoria Stolp       | Campione della Gauliga Pommern            |
| Viktoria Berlino     | Campione della Gauliga Berlin-Brandenburg |
| Beuthener SuSV       | Campione della Gauliga Schlesien          |
| Dresdner SC          | Campione della Gauliga Sachsen            |
| Hallescher FC Wacker | Campione della Gauliga Mitte              |
| Eimsbütteler TV      | Campione della Gauliga Nordmark           |
| Werder Brema         | Campione della Gauliga Niedersachsen      |
| Schalke 04           | Campione della Gauliga Westfalen          |
| VfL Benrath          | Campione della Gauliga Niederrhein        |
| Mülheimer SV 06      | Campione della Gauliga Mittelrhein        |
| Borussia Fulda       | Campione della Gauliga Hessen             |
| Kickers Offenbach    | Campione della Gauliga Südwest            |
| SV Waldhof 07        | Campione della Gauliga Baden              |
| Union Böckingen      | Campione della Gauliga Württemberg        |
| Norimberga           | Campione della Gauliga Bayern             |

## Fase a gironi

### Gruppo A
|   | Classifica        | Pt | G | V | N | P | GF | GS |
| - | ----------------- | -- | - | - | - | - | -- | -- |
| 1 | BFC Viktoria 1889 | 12 | 6 | 6 | 0 | 0 | 24 | 9  |
| 2 | Beuthener SuSV    | 7  | 6 | 3 | 1 | 2 | 12 | 13 |
| 3 | Viktoria Stolp    | 4  | 6 | 1 | 2 | 3 | 10 | 12 |
| 4 | Preußen Danzica   | 1  | 6 | 0 | 1 | 5 | 6  | 15 |

### Gruppo B
|   | Classifica      | Pt | G | V | N | P | GF | GS |
| - | --------------- | -- | - | - | - | - | -- | -- |
| 1 | Schalke 04      | 8  | 6 | 4 | 0 | 2 | 16 | 7  |
| 2 | VfL Benrath     | 7  | 6 | 3 | 1 | 2 | 12 | 11 |
| 3 | Werder Brema    | 5  | 6 | 2 | 1 | 3 | 11 | 17 |
| 4 | Eimsbütteler TV | 4  | 6 | 2 | 0 | 4 | 13 | 17 |

### Gruppo C
|   | Classifica        | Pt | G | V | N | P | GF | GS |
| - | ----------------- | -- | - | - | - | - | -- | -- |
| 1 | SV Waldhof 07     | 8  | 6 | 2 | 4 | 0 | 19 | 6  |
| 2 | Mülheimer SV 06   | 6  | 6 | 2 | 2 | 2 | 13 | 18 |
| 3 | Kickers Offenbach | 5  | 6 | 1 | 4 | 1 | 14 | 16 |
| 4 | Union Böckingen   | 4  | 6 | 2 | 1 | 3 | 15 | 21 |

### Gruppo D
|   | Classifica           | Pt | G | V | N | P | GF | GS |
| - | -------------------- | -- | - | - | - | - | -- | -- |
| 1 | Norimberga           | 9  | 6 | 4 | 1 | 1 | 10 | 4  |
| 2 | Dresdner SC          | 9  | 6 | 4 | 1 | 1 | 16 | 7  |
| 3 | Borussia Fulda       | 4  | 6 | 1 | 2 | 3 | 7  | 10 |
| 4 | Hallescher FC Wacker | 2  | 6 | 1 | 0 | 5 | 8  | 20 |

## Fase finale

### Semifinali
| Norimberga | 2 – 1 | BFC Viktoria 1889 |

| Schalke 04 | 5 – 2 | SV Waldhof 07 |

### Finale
| Schalke 04 | 2 – 1 | Norimberga |

## Verdetti
- FC Schalke 04 campione del Terzo Reich 1933-34.